# Shawn Lane
Shawn Lane (ur. 21 marca 1963 w Memphis, zm. 26 września 2003 tamże) – amerykański gitarzysta jazzowy i kompozytor.

## Kariera
Shawn Lane obcował z muzyką już od wczesnego dzieciństwa. W wieku ośmiu lat grywał z siostrami na pianinie. Od 10 roku życia rozpoczął na poważnie przygodę z gitarą, która szybko stała się jego głównym instrumentem. Jako czternastolatek dołączył do southern rockowej grupy Black Oak Arkansas, z którą koncertował do 1981 roku. W międzyczasie zafascynowany brytyjskim gitarzystą Allanem Holdsworthem zaczął zmieniać styl swojej gry w stronę jazz fusion.
W wieku 18 lat Lane ożenił się, opuścił Black Oak Arkansas i skupił się na poszerzaniu swoich umiejętności oraz wiedzy o muzyce. Jednocześnie komponował własny materiał, także z użyciem pianina. Utwory te znalazły się na jego debiutanckim albumie Powers of Ten, który ujrzał światło dzienne w 1992 roku, wydany nakładem Warner Bros. Music. Płyta została doceniona zarówno przez krytyków, jak i fanów.
Dwa lata później rozpoczął współpracę ze szwedzkim basistą Jonasem Hellborgiem. Obaj zafascynowani zarówno rockiem i jazzem, jak i indyjską muzyką okazali się bardzo twórczym duetem. Wydali 7 albumów w ciągu ośmiu lat. W nagrywaniu większości z nich brał udział perkusista Jeff Sipe, a także kilku indyjskich i pakistańskich muzyków.
W międzyczasie Lane nagrał jeszcze dwa albumy, w tym jeden koncertowy.

## Choroba
Shawn Lane cierpiał na łuszczycę oraz łuszczycowe zapalenie stawów. Choroba utrudniała mu poruszanie się, a kuracja sterydowa spowodowała u niego znaczną nadwagę. Zmarł wskutek powikłań chorobowych 26 września 2003.

## Dyskografia
- 1992 Shawn Lane – Powers of Ten
- 1995 Shawn Lane & Jonas Hellborg – Abstract Logic
- 1996 Shawn Lane & Michael Shrieve – Two Doors
- 1996 Shawn Lane & Jonas Hellborg – Temporal Analogues of Paradise
- 1997 Shawn Lane & Jonas Hellborg – Time Is the Enemy
- 1999 Shawn Lane & Jonas Hellborg – Zenhouse
- 1999 Shawn Lane – The Tri-Tone Fascination
- 2000 Shawn Lane & Jonas Hellborg – Good People in Times of Evil
- 2001 Shawn Lane – Powers of Ten: Live!
- 2002 Shawn Lane & Jonas Hellborg – Personae
- 2003 Shawn Lane & Jonas Hellborg – Icon